# 蘇圖克馬柴山
蘇圖克馬柴山（Solocmachay），是秘魯的山峰，位於該國南部庫斯科大區，由因卡瓦西區和比爾卡班巴區負責管轄，屬於維爾卡潘帕山脈的一部分，處於喬克薩弗拉山西北面。